# Confédération Africaine de Handball
Confederation Africaine de Handball (CAHB) är Afrikas handbollförbund. Confederation Africaine de Handball bildades 1973 efter de andra afrikanska handbollsspelen i Lagos, Nigeria, och organiserar de nationella handbollsförbunden i Afrika. CAHB arrangerar bland annat Afrikanska mästerskapet i handboll för herrar och damer. Huvudkontoret ligger i Abidjan, Elfenbenskusten och förbundet har 45 medlemsnationer. 

## Medlemmar
- Algeriet
- Angola
- Benin
- Botswana
- Burkina Faso
- Burundi
- Centralafrikanska republiken
- Djibouti
- Egypten
- Ekvatorialguinea
- Elfenbenskusten
- Etiopien
- Gabon
- Gambia
- Ghana
- Guinea
- Guinea-Bissau
- Kamerun
- Kap Verde
- Kenya
- Komorerna
- Kongo-Brazzaville
- Kongo-Kinshasa
- Lesotho
- Liberia
- Libyen
- Madagaskar
- Malawi
- Mali
- Marocko
- Mauretanien
- Mauritius
- Moçambique
- Namibia
- Niger
- Nigeria
- Rwanda
- São Tomé och Príncipe
- Senegal
- Seychellerna
- Sierra Leone
- Somalia
- Sudan
- Swaziland
- Sydafrika
- Sydsudan
- Tanzania
- Tchad
- Togo
- Tunisien
- Uganda
- Zambia
- Zimbabwe